# Mar Galcerán
María del Mar Galcerán Gadea (* 28. Oktober 1977 in Valencia) ist eine spanische Politikerin und Abgeordnete im Corts Valencianes.

## Leben
Mar Galcerán wurde 1977 mit dem Down-Syndrom geboren. Sie besuchte eine reguläre Schule und wurde im Alter von 18 Jahren Mitglied der konservativen Partido Popular (PP). Galcerán absolvierte mehrere berufliche Ausbildungen, zum Beispiel in den Bereichen Tourismus und Kinderbetreuung. Sie arbeitete mehrere Jahre im öffentlichen Dienst, unter anderem im Sozial- und Gesundheitsministerium der valencianischen Regierung und als Präsidentin der Organisation Asindown.
Seit September 2023 ist Galcerán Abgeordnete im Corts Valencianes und damit die erste Person mit Down-Syndrom, die eine politische Funktion mit überregionaler Bedeutung innehat.